# José Santos Chocano

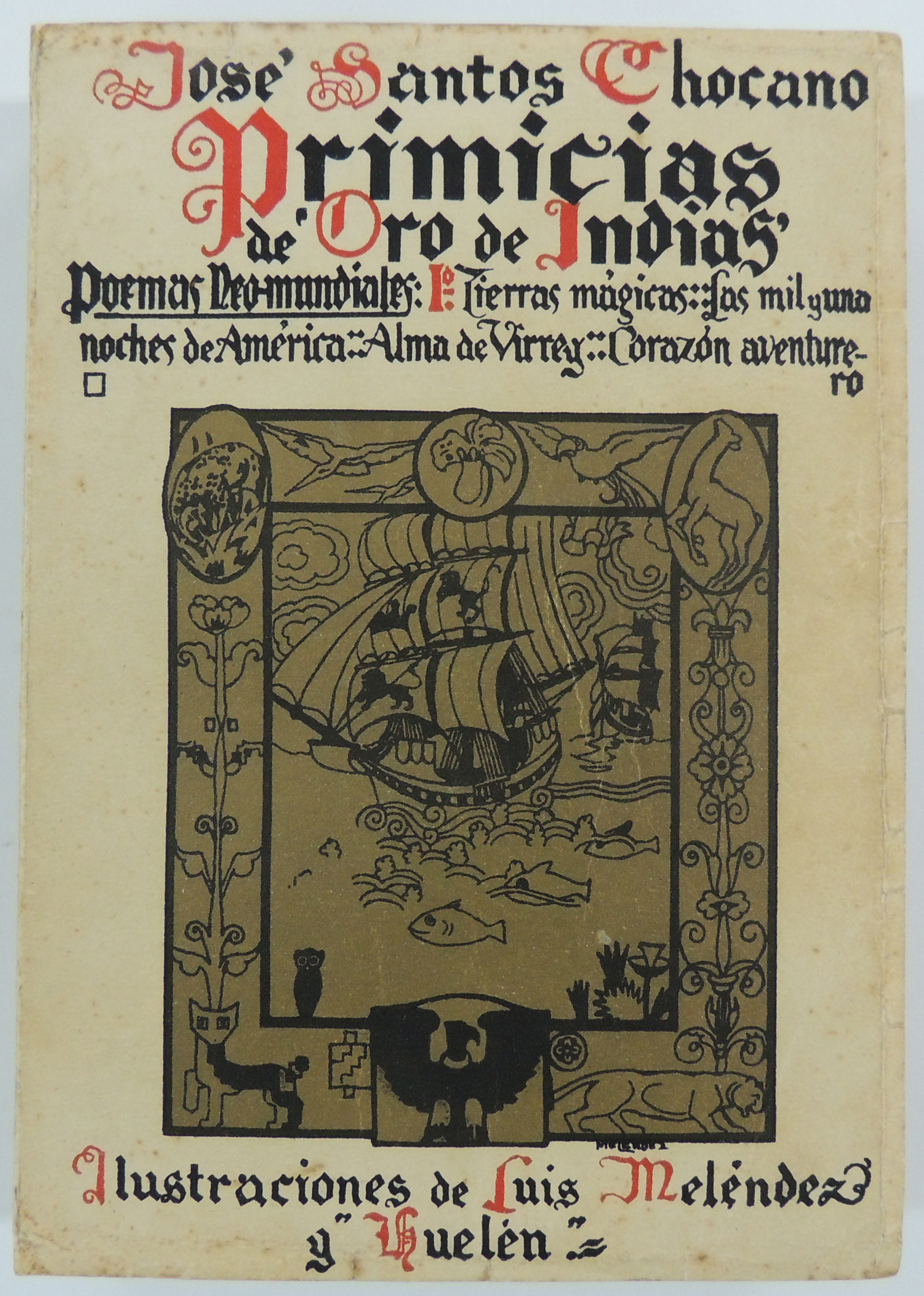
Imprenta (Santo Domingo 684, Santiago de Chile). Contiene 18 reproducciones de Juan Francisco González Ramírez “Huelén”, 30 de Luis Meléndez Ortiz, 2 sin especificar el autor y una reproducción del retrato al óleo realizado por José María López Mezquita de Chocano. Todos los ejemplares fueron autografiados por el autor. 1934 (el año no se especifica en el libro).

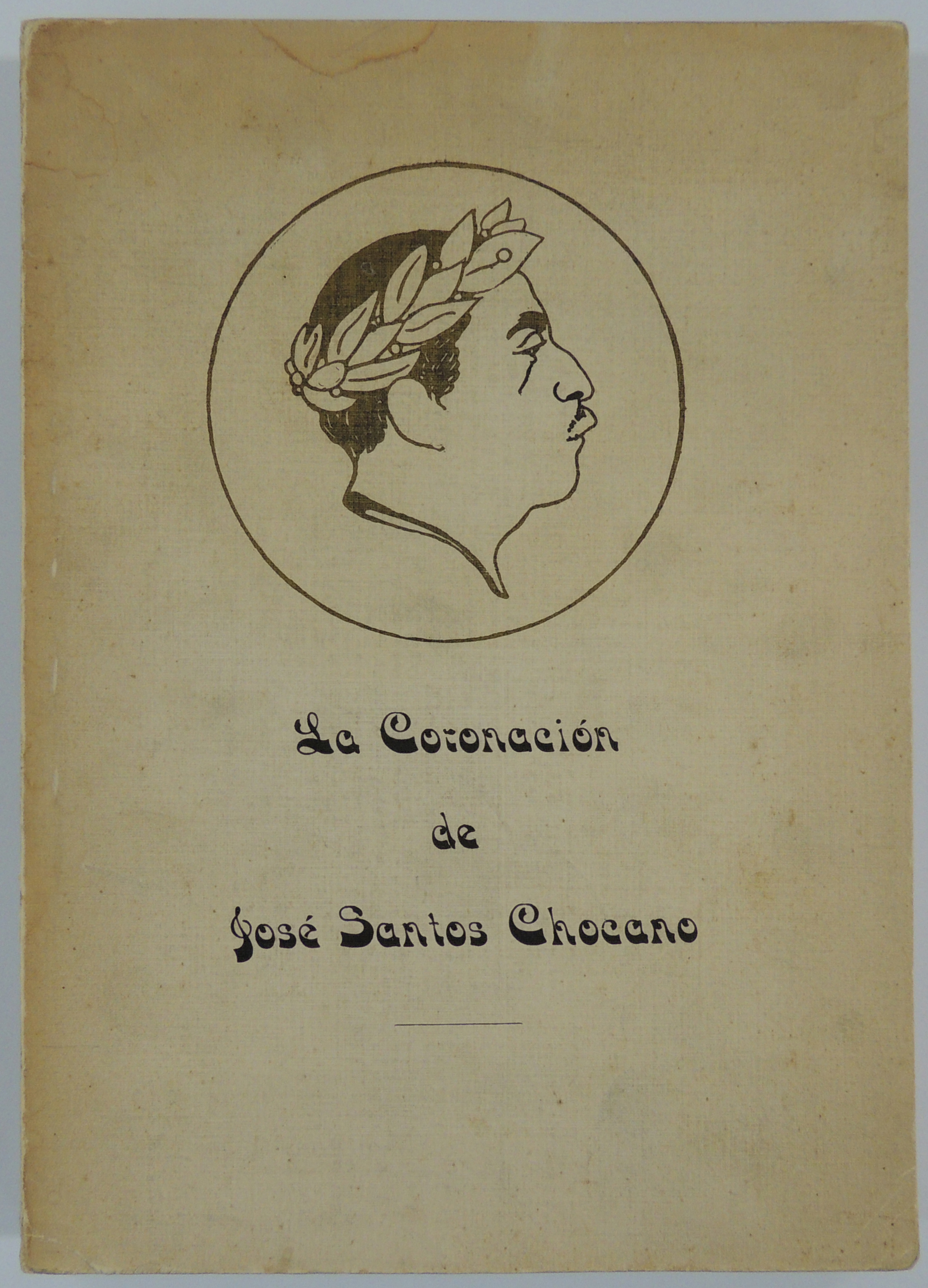
Anónimo y sin fecha. Casa editora Imprenta La Opinión Nacional (calle de Mantas 152, Lima, Perú)

José Santos Chocano Gastañodi (Lima, 14 de mayo de 1875-Santiago, 13 de diciembre de 1934) fue un destacado poeta peruano, conocido como «El Cantor de América» por antonomasia y nombrado por Manuel González Prada como el «Poeta Nacional del Perú». Su vida fue rocambolesca y estuvo ligada a la de los dictadores y los caudillos latinoamericanos de su tiempo. 
Es considerado uno de los poetas hispanoamericanos más importantes, por su poesía épica de tono grandilocuente, muy sonora y llena de color, aunque también produjo poesía lírica de singular intimismo, todas ellas trabajadas con depurado formalismo, dentro de los moldes del modernismo. Su obra se inspira mayormente en los temas, los paisajes y la gente de su país y de América en general. Su creación literaria obtuvo en el Perú un reconocimiento nunca antes visto; llegó a ser el literato más popular después de Ricardo Palma, aunque su ascendiente en los círculos literarios peruanos fue disminuyendo paulatinamente, en beneficio de otro grande de la poesía peruana, César Vallejo. No obstante, Chocano sigue siendo recordado por la mayoría de los peruanos como un gran poeta; algunas de sus composiciones como «Blasón», «Los caballos de los conquistadores» y «¡Quién sabe!…», son clásicos de las recitaciones hasta la actualidad.
Su infancia transcurrió en plena Guerra del Pacífico, cuando los chilenos ocupaban la capital del Perú. Cursó sus estudios secundarios en el Instituto de Lima y en el Colegio de Lima. En 1891, ingresó a la Facultad de Letras de la Universidad Nacional Mayor de San Marcos, pero no concluyó su carrera. En 1894 se inició en el periodismo, colaborando en el diario La Tunda, que se oponía al segundo gobierno del general Andrés A. Cáceres. Acusado de subversión, fue encarcelado en una celda submarina de la Fortaleza del Real Felipe. Tenía entonces 20 años. Salió libre tras el triunfo de la revolución cívico-demócrata de 1895 y gozó del apoyo del nuevo gobierno. Publicó sus primeros poemarios y editó periódicos y revistas en la imprenta del Estado. Luego recorrió América como diplomático y aventurero; se desempeñó en algunas misiones diplomáticas que le condujeron a Centroamérica, Colombia y España. Durante su estancia en Madrid y dada su vinculación al movimiento modernista en torno al editor y librero Gregorio Pueyo, publicó su poemario Alma América (1906). 
Separado del servicio diplomático al ser involucrado en una estafa al Banco de España, pasó a Cuba, Puerto Rico y México, donde fue secretario del jefe revolucionario Pancho Villa. En 1915 se trasladó a Guatemala, donde colaboró con el dictador Manuel Estrada Cabrera, lo que casi lo llevó ser fusilado en 1920 al ser derrocado este, salvándose gracias a la intercesión de muchos estadistas y escritores del mundo. En 1921 volvió al Perú y el gobierno municipal de Lima lo nombró poeta laureado, otorgándole una corona de laureles de oro en 1922. Se declaró amigo y simpatizante del presidente Augusto B. Leguía. Se convirtió en el panegirista de las «dictaduras organizadoras» del continente. 
En 1925, asesinó de un disparo a quemarropa al joven escritor Edwin Elmore, luego de un altercado entre ambos en el local del diario El Comercio de Lima. Chocano salió en libertad a los dos años, pues el Congreso de mayoría leguiista ordenó cortar el proceso judicial. 
Se fue a vivir a Santiago de Chile, donde padeció penurias económicas. En 1934 fue asesinado en un tranvía por Martín Bruce Padilla, un esquizofrénico que afirmó haberse asociado con el poeta en la búsqueda de tesoros ocultos, pero al verse marginado de los supuestos beneficios de la empresa, optó por vengarse de esa manera. En realidad, Chocano no halló ningún tesoro. Fue sepultado en Santiago. Treinta años después sus restos fueron trasladados a Lima.

## Biografía

### Primeros años

Don José Félix Chocano de Zela, rodeado de sus nietos: Eduardo, Alberto y José Santos Chocano Bermúdez, todos hijos del «Cantor de América» de su primer matrimonio.

Fue hijo de José Félix Chocano de Zela y María Aurora Gastañodi de la Vega. Era bisnieto de Francisco de Zela, precursor de la independencia peruana. Decía ser descendiente de Gonzalo Fernández de Córdoba, el famoso Gran Capitán.
Cursó sus estudios secundarios en el Instituto de Lima, dirigido por profesores alemanes, pero al poco tiempo se trasladó al Colegio de Lima, que dirigía Pedro A. Labarthe, donde fue condiscípulo de Clemente Palma. En 1891, a la edad de 16 años, ingresó a la Facultad de Letras de la Universidad Nacional Mayor de San Marcos, con la intención de formarse como abogado, pero no concluyó su carrera.

### Periodista, empresario del café y primeros poemas
En 1894 se inició en el periodismo, colaborando en el diario La Tunda con creaciones líricas destinadas a criticar al segundo gobierno de Andrés A. Cáceres, en el marco de la revolución de 1894-1895. Acusado de conspiración, fue apresado y encerrado en una de las cisternas (celdas submarinas) de la Fortaleza del Real Felipe, junto con el coronel pierolista Domingo Parra. Uno de sus custodios fue el entonces teniente Óscar R. Benavides, que después sería mariscal y presidente del Perú. Estuvo encerrado durante seis meses en medio de penosas condiciones, hasta que fue puesto en libertad, poco antes del triunfo de la revolución.
Pasó a ser secretario de Manuel Candamo, presidente de la flamante Junta de Gobierno, y de Elías Malpartida, ministro de Hacienda, en 1895. Ese mismo año obtuvo la concesión de la imprenta del Estado, donde editó simultáneamente sus dos primeros libros de versos: Iras santas y En la aldea. Tenía entonces 20 años. Al año siguiente publicó Azahares, colección de poemas amatorios. Estas primeras creaciones denotan la influencia del romanticismo tardío americano y europeo. De otro lado, dirigió provisoriamente El Perú Ilustrado y editó La Neblina, La Gran Revista y El Siglo XX. Contribuyó a constituir la sociedad literaria «Enrique Alvarado». Auspició las primeras publicaciones de José Fiansón, Clemente Palma, Enrique López Albújar, entre otros. Se dedicó a colaborar en casi todas las revistas del continente. Organizó el homenaje público al poeta Luis Benjamín Cisneros, ya anciano e inválido. Por entonces contrajo matrimonio con Consuelo Bermúdez y Velázquez, la musa inspiradora de sus primeros poemas (2 de febrero de 1897). Con ella tuvo tres hijos:  Eduardo Adolfo (1897), José Alberto (1901) y José Santos (1903). 
En 1897 partió a Chanchamayo, en la selva peruana, deseoso de tentar suerte en el negocio de la explotación de café. Fracasó en este menester y regresó a Lima, con el ánimo de «cultivar solo la poesía». De todos modos, su viaje al interior del Perú le permitió tener un conocimiento de su país que fue sumamente valioso para su creación poética. Por entonces publicó su poemario La selva virgen.  En 1899 su poema épico La epopeya del morro ganó un concurso promovido por el Ateneo de Lima; ese mismo año publicó otro poema largo, El derrumbe (llamado después El derrumbamiento). En 1901 publicó El canto del siglo.

### Diplomático
En 1901 inició su carrera diplomática cuando el gobierno de Eduardo López de Romaña lo envió a Centroamérica con la misión de hacer propaganda a favor del arbitraje obligatorio en la solución de los conflictos internacionales. Tras realizar su periplo centroamericano volvió al Perú, habiendo asegurado tres votos, de los cinco, para la causa del arbitraje obligatorio, que el Perú iba a proponer en el segundo Congreso Panamericano de México. El presidente López de Romaña lo nombró cónsul general de Centroamérica con sede en Guatemala. Allí gozó de la amistad del dictador Manuel Estrada Cabrera y ofició con éxito como mediador de un conflicto de límites entre Guatemala y El Salvador.
En 1904, el gobierno de Manuel Candamo nombró a Chocano como Encargado de Negocios en Bogotá. Por entonces acababa de producirse la independencia de Panamá y el gobierno peruano fue uno de los primeros en reconocer ese hecho, lo que le granjeó la animadversión de Colombia, país con el que el Perú mantenía un diferendo limítrofe. Era necesario, pues, restablecer los buenos oficios con el país del norte. Chocano tuvo éxito en su misión y logró que la cancillería colombiana aceptase someter la cuestión limítrofe al arbitraje del Rey de España. Pero a raíz de una desavenencia con los ministros de Estado de su país, renunció a su cargo en Bogotá y partió nuevamente hacia Centroamérica.
De vuelta en Lima, el gobierno de José Pardo lo nombró Secretario de la misión especial que encabezaba Mariano H. Cornejo para discutir los límites peruano-ecuatorianos ante el rey de España (1905). En su viaje a España pasó por Santiago de Chile y Buenos Aires, donde conoció a Bartolomé Mitre. En Montevideo tomó el barco que lo trasladó a la península ibérica. Allí hizo amistad con los más importantes escritores españoles del momento: Benito Pérez Galdós, Emilia Pardo Bazán, Miguel de Unamuno, Jacinto Benavente, Manuel Machado, entre otros. También entabló una cordial amistad con Rubén Darío, el máximo poeta latinoamericano de entonces e iniciador del modernismo literario. Por entonces, el mismo Chocano ya era un poeta reconocido a nivel del mundo hispanohablante.  Su prestigio se acrecentó con Alma América (1906), libro prologado por Rubén Darío, donde condensó algunas de sus composiciones más conocidas y aludió a la vocación mestiza del continente. Ese mismo año publicó un drama en tres actos y en verso, titulado Los Conquistadores. En 1908 publicó otro poemario: Fiat Lux.
En Madrid conoció a la joven de alta sociedad, Dolores González, con la cual tuvo una hija, María Esperanza Chocano González (1907). Chocano permaneció tres años en España, hasta que tuvo que salir de allí apresuradamente, al verse involucrado en una famosa estafa al Banco de España, oscuro episodio en el que también estuvo enredado su compatriota, el escritor Felipe Sassone. Debido al escándalo, fue retirado del servicio diplomático.

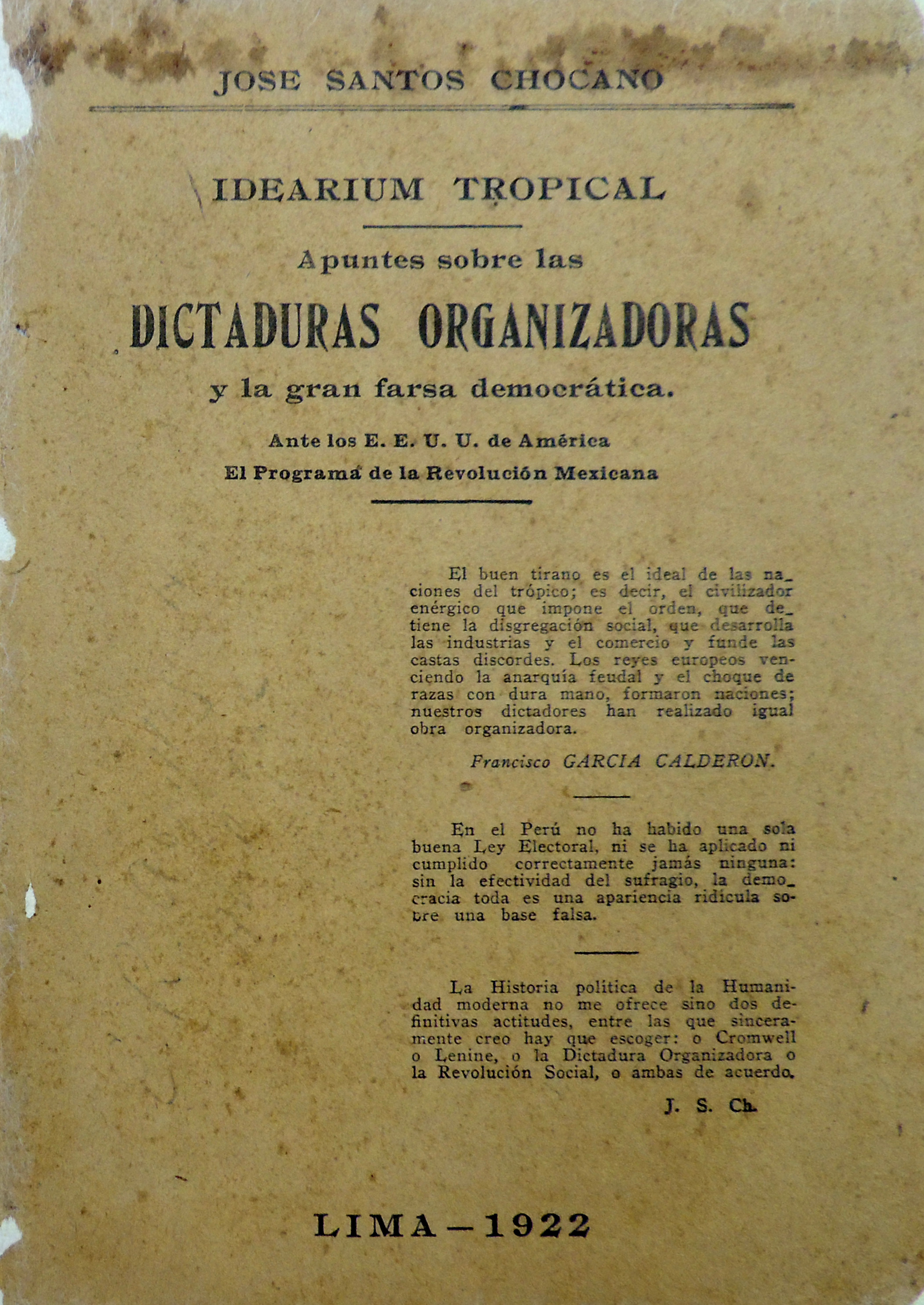
Idearium tropical. Apuntes sobre las dictaduras organizadoras y la gran farsa democrática. Ante los E.E.U.U de América. El programa de la Revolución Mexicana. Casa editora "La opinión nacional" (Mantas, 152, Lima, Perú). 1922.

En 1908 viajó a Cuba, Santo Domingo y Estados Unidos. Luego pasó a Centroamérica, a la que consideraba como su segunda patria. En Guatemala conoció a Margot Batres Jáuregui, distinguida dama guatemalteca, con quien se casó por lo civil en Nueva York, en 1912. De esa unión nacieron Antonio José (1913) y Alma América (1917).
En 1912 pasó a México, donde hizo público su apoyo a la revolución mexicana y sirvió al presidente Francisco I. Madero, hasta que este fue depuesto y asesinado. El nuevo gobierno mexicano encabezado por Victoriano Huerta expulsó a Chocano, quien viajó entonces a Cuba, Puerto Rico y Estados Unidos. En Nueva York desempeñó misiones confidenciales al servicio del gobierno revolucionario de Venustiano Carranza. 
Nuevamente en México, actuó también como secretario de Pancho Villa, a quien dio consejos acerca de la reivindicación agraria. Incluso llegó a participar en la toma de Chihuahua. Su entusiasmo por la causa revolucionaria mexicana fue innegablemente sincero.
Enemistado con los bandos mexicanos en disputa, en 1915 pasó a Guatemala, donde se convirtió en secretario y consejero del dictador Manuel Estrada Cabrera, en el poder desde fines del siglo anterior. Desde Guatemala, especialmente en 1918, envió poemas que fueron publicados con frecuencia en Lima, por el semanario de alcance nacional Sudámerica, de propiedad y bajo la dirección de su amigo el antiguo cónsul general del Perú en Cádiz y en Ciudad Guatemala, el periodista Carlos Pérez Cánepa. Luego que Cabrera fuese depuesto en 1920, Chocano fue apresado y condenado a muerte, pero se salvó por intercesión del Papa, el rey Alfonso XIII de España, los presidentes de Argentina y Perú, así como varios escritores de América y Europa. 
Envejecido y enfermo, Chocano convaleció en Costa Rica, donde conoció a Margarita Aguilar Machado, joven de 19 años, prima de su esposa guatemalteca. Surgió un apasionado romance entre ambos. Margarita sería la última pareja de Chocano, unión de la que nació el último hijo del poeta, Jorge Santos.

José Santos Chocano en Caracas, 1922.

Chocano retornó al Perú en diciembre de 1921, después de diecisiete años de ausencia. Habían ya fallecido Manuel González Prada y Nicolás de Piérola, ídolos de su juventud, así como su protector, Javier Prado Ugarteche. En Lima recibió el entusiasta aplauso de las multitudes, la prensa y la intelectualidad. José Gálvez Barrenechea, Luis Alberto Sánchez, José María Eguren y César Vallejo fueron al puerto del Callao para recibirlo. Recibió el homenaje de la municipalidad limeña. Fue declarado «hijo predilecto de la ciudad de Lima» y se le brindó una recepción en el Palacio de la Exposición, donde se le ciño la frente con una corona de laureles de oro, otorgándosele el título de «Poeta de América» (5 de noviembre de 1922). A pesar de su egolatría, Chocano se mostró siempre cordial con los poetas que lo admiraban, como Eguren y Vallejo. Sobre este último incluso llegó a decir, hacia 1930, que apreciaba su poesía, según consta en una carta que dirigió al poeta y editor Pablo Abril de Vivero.
En 1924 se celebró pomposamente en Lima el centenario de la batalla de Ayacucho y, para tal ocasión, Chocano escribió su «Ayacucho y los Andes». Por entonces llegó a Lima una importante delegación de intelectuales y escritores latinoamericanos como Leopoldo Lugones, Ricardo Jaimes Freyre y Guillermo Valencia. Como simpatizante del régimen de Augusto B. Leguía y amigo del dictador venezolano Juan Vicente Gómez, Chocano elogió públicamente a las «dictaduras organizadoras» de Latinoamérica; por su parte, Lugones afirmó que había llegado «la hora de la espada» para el continente. Estas declaraciones tuvieron una amplia repercusión en los diarios americanos. El escritor José Vasconcelos atacó desde México a Chocano, y lo calificó de «bufón». Como era de esperar, Chocano respondió a Vasconcelos, usando los más duros términos y haciéndole las más ácidas críticas. Un grupo de catorce intelectuales peruanos se solidarizaron con Vasconcelos y firmaron una declaración al respecto. Entre los firmantes se hallaban José Carlos Mariátegui, Manuel Beltroy, Luis Alberto Sánchez, Carlos Manuel Cox y Edwin Elmore. Este último era un joven y fogoso escritor limeño, que presumiendo de «librepensador», se hallaba obsesionado con atacar al régimen leguiista. No conforme con firmar la anterior declaración, escribió un largo artículo contra la dictadura de Leguía y sus partidarios, entre ellos Chocano, a quien calificó de «vulgar impostor». Dicho artículo debió publicarse en el diario La Crónica, pero ello no ocurrió al no pasar por el filtro del director; sin embargo, debido a una infidencia, el texto llegó a la vista de Chocano, quien enfurecido, llamó por teléfono a Elmore, preguntando insultantemente: «¿Hablo con el hijo del traidor de Arica» (alusión al padre de Edwin, Teodoro Elmore, un ingeniero peruano que había servido en la defensa de Arica de 1880 y a quien se acusaba de haber delatado a los chilenos la red de minas que defendía dicho puerto). Elmore le respondió: «Eso no se atrevería usted a decírmelo en mi cara». Por desgracia, poco después de ese agresivo intercambio de palabras, ambos se encontraron a la entrada del diario El Comercio, en el centro de Lima, adonde había ido a publicar sendas cartas donde se respondían de los mutuos agravios. Elmore le dio una bofetada a Chocano, y este, sin dudarlo, sacó su revólver y disparó a quemarropa a su agresor, quien cayó herido de gravedad (31 de octubre de 1925). Trasladado a la asistencia pública, Elmore falleció luego de dos días de penosa agonía. Chocano fue entregado a la justicia y recluido en el Hospital Militar, donde permaneció con todas las comodidades, mientras duró el juicio. Los jueces tuvieron en cuenta la fama del poeta y acordaron una sentencia muy benévola, de tres años de prisión; aún sin estar esta confirmada, el Congreso, de mayoría leguiista, dispuso que el juicio fuese cortado (10 de abril de 1927). Chocano nunca se arrepintió de su crimen, y más aún, mientras estuvo detenido, continuó mancillando la memoria del difunto y su padre a través de la prensa. También atacó duramente a los amigos de Elmore, entre ellos a los del grupo Amauta que encabezaba Mariátegui. Sobre el juicio que afrontó escribió una obra titulada El libro de mi proceso, en tres volúmenes (1927-1928).

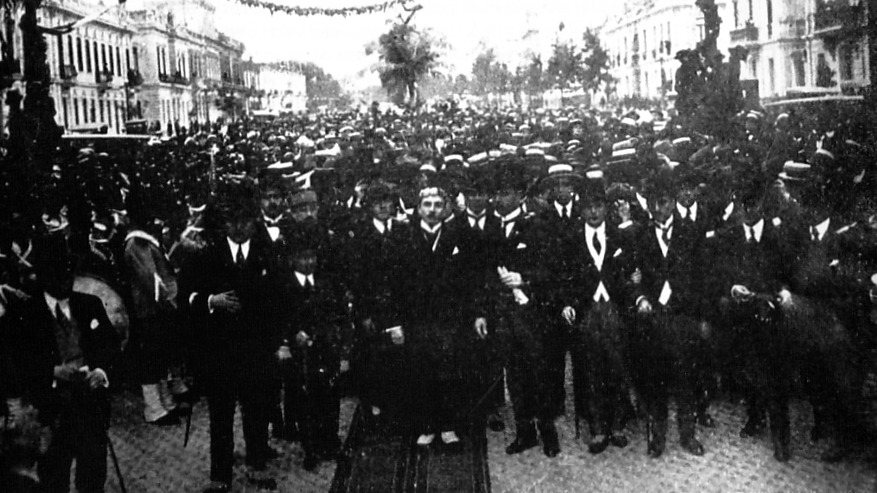
Manifestación popular en honor de Chocano. Lima, 1922.

Al comprender que su situación en el Perú era precaria, en octubre de 1928 partió hacia Chile y se estableció en Santiago. Allí intentó subsistir con colaboraciones periodísticas y recitales; pero se vio acosado por la pobreza y por conflictos sentimentales. A tal punto llegaron sus apremios económicos, que incluso empeñó la corona de laurel de oro que la municipalidad de Lima le otorgó en 1922. Empezó a publicar sus Memorias, simultáneamente en varios periódicos del continente. Publicó también Primicias de Oro de Indias, antología poética. Planeaba editar una colección de sus poemas organizada de manera cíclica, bajo el título de Oro de Indias.
Su amigo y protector Leguía fue derribado en 1930; para entonces, Chocano ya se había distanciado de aquel. Tampoco simpatizó con los nuevos dictadores del Perú, Luis Sánchez Cerro y Óscar R. Benavides. A raíz de la guerra colombo-peruana de 1933, escribió un folleto titulado El escándalo de Leticia ante las conferencias de Río de Janeiro (1933). Era partidario del respeto al Tratado Salomón-Lozano.
Como no superara su precaria situación económica en Chile, se dedicó a jugar a la Bolsa, arruinándose económicamente y gracias a un supuesto clarividente se obsesionó ilusamente en buscar el tesoro oculto de los jesuitas en el centro de Santiago (actual calle 21 de Mayo), para lo cual logró incluso el permiso de las autoridades municipales chilenas. Pero no halló nada; para mientras, decenas de supuestos videntes y timadores orbitaban su lugar de faena intentando sonsacarle recursos. Uno de estos personajes sería fatal:  Martín Bruce Padilla.

### Asesinato
En la tarde del 13 de diciembre de 1934, viajando en un tranvía de Santiago, fue apuñalado por la espalda por Martín Bruce Padilla. Herido de dos puñaladas en el corazón y dos en la espalda, Chocano falleció casi en el acto.

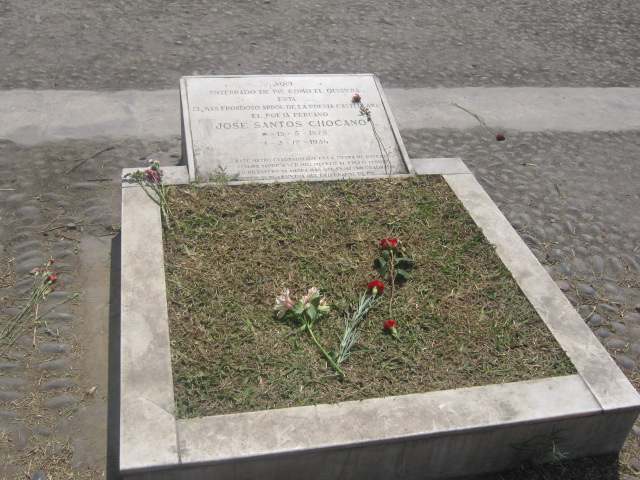
Tumba de José Santos Chocano, enterrado de pie y en un metro cuadrado de superficie (tal como lo había pedido en un poema) en el Cementerio Presbítero Maestro.

El asesino, en su defensa, adujo haber sido socio de Chocano en una empresa de búsqueda de tesoros ocultos y estaba seguro de que el poeta había logrado algún beneficio, excluyéndolo a él de las ganancias. Un examen psiquiátrico determinó que el homicida era un esquizofrénico paranoico, por lo que fue recluido en un manicomio de la capital chilena, donde falleció años después.
Chocano murió pobre. Su sepelio en Chile fue casi apoteósico. Sus restos fueron trasladados a Lima el 15 de mayo de 1965, siendo enterrado de pie y en un metro cuadrado de superficie (tal como lo había pedido en un poema) en el Cementerio Presbítero Maestro, en medio de homenajes oficiales y la indiferencia literaria.

## Estilo literario
Se le considera como uno de los representantes peruanos de la corriente modernista, compartiendo junto con Rubén Darío (Nicaragua), Manuel González Prada (Perú), José Martí (Cuba), Manuel Gutiérrez Nájera (México) y José Asunción Silva (Colombia). Sin embargo, cabe recalcar que algunos entendidos consideran que por su carácter, Chocano está más cerca del romanticismo que del modernismo, mientras que otros, como es el caso del crítico estadounidense Willis Knapp Jones, lo llegaron a denominar como mundonovista. El mismo Chocano se sentía distante del «afrancesamiento» de Rubén Darío –aunque por momentos lo imitase– y demandaba, en armonía con el llamamiento de José Enrique Rodó, una poesía que reflejara la naturaleza y la historia de América. Su pretensión lo llevó alguna vez a compararse con Walt Whitman, el célebre vate estadounidense: «Walt Whitman tiene el norte, pero yo tengo el sur».
Pero muchos estudiosos entienden que Chocano es muy diverso además de prolífico, por lo que algunas veces es épico y otras es lírico. Épico, es por ejemplo, su poema «Los caballos de los conquistadores», tan lleno de ritmo y fuerza atronadora, convertida en una pieza clásica de recitación. En la lírica destacan breves composiciones íntimas y delicadas como el «Nocturno Nº 18 (La canción del camino)», «Las orquídeas», «La magnolia», etc.

Soy el cantor de América autóctono y salvaje; 
 mi lira tiene un alma, mi canto un ideal. 
 Mi verso no se mece colgado de un ramaje 
 con un vaivén pausado de hamaca tropical... 
 
  Cuando me siento Inca, le rindo un vasallaje 
  al Sol, que me da el cetro de su poder real; 
  cuando me siento hispano y evoco el coloniaje, 
 parecen mis estrofas trompetas de cristal. 
 
  Mi fantasía viene de un abolengo moro: 
 los Andes son de plata, pero el León de Oro; 
  y las dos castas fundo con épico fragor. 
 
  La sangre es española e incaico es el latido; 
  ¡Y de no ser poeta, quizás yo hubiese sido 
  un blanco aventurero o un indio emperador!
"Blasón"

## Obras

### Poesía

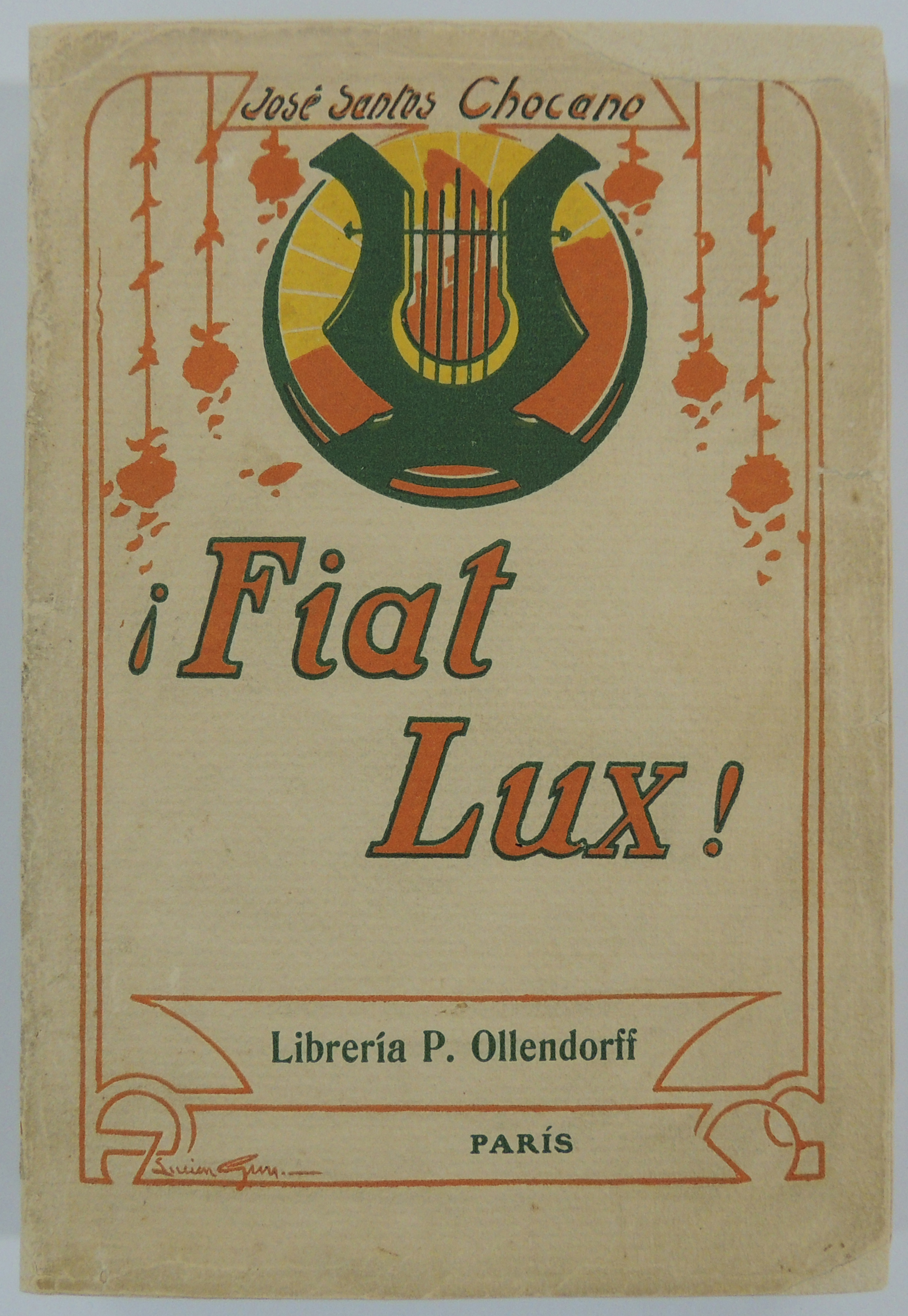
París. Sociedad de Ediciones Literarias y Artísticas. Librería P. Ollendorff (Chaussés D' Antin, 50). Tipografía Deslis Hermanos, 6, rue Gambetta. 1908.

1. Iras santas [poesías] (Lima, Biblioteca de "El Perú Ilustrado"; Imprenta del Estado, calle Rifa, 58, año 1895), que reúne 19 composiciones de protesta cívica, fechadas de 1893 a 1895.
2. En la aldea [poesías] (San Pedro de los Chorrillos [Lima]: estío y otoño de 1893; Biblioteca de "El Perú Ilustrado"; Imprenta del Estado, calle Rifa, 58, año 1895), es un florilegio de sonetos inspirados en el paisaje rural.
3. Azahares [versos líricos] (Lima; Imprenta del Estado, calle Rifa, 58, año 1896), poemas amatorios, dedicados a su novia Consuelo Bermúdez. Consta de 12 composiciones.
4. Selva virgen (Lima, ¿1896? y 1898), inspirada en los paisajes naturales del Perú. Una posterior edición, titulada La selva virgen [poemas y poesías] fue editada en París, en 1901, por Garnier Hermanos, Libreros Editores (Rue de Saints-Pères, 6) y reeditada en sucesivas tiradas por lo menos hasta 1923, según Luis Alberto Sánchez
5. La epopeya del morro [poema americano] (Lima: Imprenta El Comercio, Rifa 44) Inspirado en un episodio histórico: la batalla de Arica de 1880, donde se inmolaron un grupo de peruanos defendiendo el suelo patrio. Premiado con medalla de oro por El Ateneo de Lima en el concurso de junio-julio de 1899. En reproducciones posteriores fue reducida por el autor de 1941 a 575 versos.
6. El derrumbe [poema americano] (Lima: Imprenta de El Comercio, 1899). Reducido de 1345 a 637 versos en Poesías completas (1902) y Alma de América (1906), terminó adoptando el nombre de El derrumbamiento. Es un vasto poema argumentado cuyo escenario es la selva.
7. El canto del siglo [poema finisecular] (Lima: Imprenta La Industria, 1901), es un recuerdo de episodios y valores históricos del siglo XIX.
8. El fin de Satán y otros poemas (Guatemala: Imprenta Tip. Nacional, 1901), desglose de parte de los poemas de La selva virgen.
9. Poesías completas (Barcelona, Ed. Maucci, 1902) en dos tomos, con prólogo de Manuel González Prada.
10. Los cantos del Pacífico (París/México: Ed. Vda. de Ch. Bouret, 1904) recopilación selecta de su poesía para el público francés.
11. Alma América [Poemas indo-españoles] (Madrid, Ed. Suárez, 1906; París, Librería de la Vda. de C. Bouret, 1908), proyectado en 1903 como una colección de 100 sonetos, terminó notoriamente aumentada, convirtiéndose a juicio de su autor en su obra más representativa. Prologado por Rubén Darío y dedicado al rey de España Alfonso XIII, figuran en él los poemas «Blasón» y «Los caballos de los conquistadores», convertidas en piezas clásicas de la recitación. El autor empieza diciendo que «Téngase por no escritos cuantos libros de poesía aparecieron antes con mi nombre», dando a entender que comenzaba una nueva era poética, y luego confiesa que «en mi arte caben todas las escuelas, como en un rayo de sol todos los colores».
12. Fiat lux [Poemas varios] (Madrid: Pueyo, 1908), antología poética, donde divide sus creaciones en tres clases: Clásicos, Románticos y Modernistas.
13. El Dorado: epopeya salvaje (Santiago de Chile: Ed. Beltrán, 1908), poemario.
14. Puerto Rico lírico y otros poemas (Puerto Rico, 1914).
15. Ayacucho y los Andes (Lima, 1924), canto IV de una trunca epopeya dedicada al libertador Bolívar.
16. Primicias de oro de Indias [poemas neo-mundiales] (Santiago de Chile: Imprenta Siglo XX, 1934), selección de poesías realizada por el mismo autor; es una edición artística, con ilustraciones.
17. Poemas del amor doliente (edición póstuma, Santiago de Chile: Editorial Nascimento, 1937), dedicada a Margarita Aguilar Machado, su tercera pareja.
18. Oro de Indias (Santiago de Chile, Editorial Nascimento, 1940-1941), colección de sus poemas organizados de manera cíclica en cuatro volúmenes: Pompas Solares; Fantasía Errante; Sangre Incaica (Estampas Neoyorquinas y Madrileñas); y Nocturnos Intensos.
19. Páginas de oro (1944), que reúne poesías juveniles y facsímiles de manuscritos originales, junto con algunos documentos gráficos de su vida.Drama heroico en tres actos y en verso. Estrenado con aplauso en el Teatro de la Princesa la noche del 7 de abril de 1906. La acción transcurre en el "Imperio del Sol", época de la Conquista.

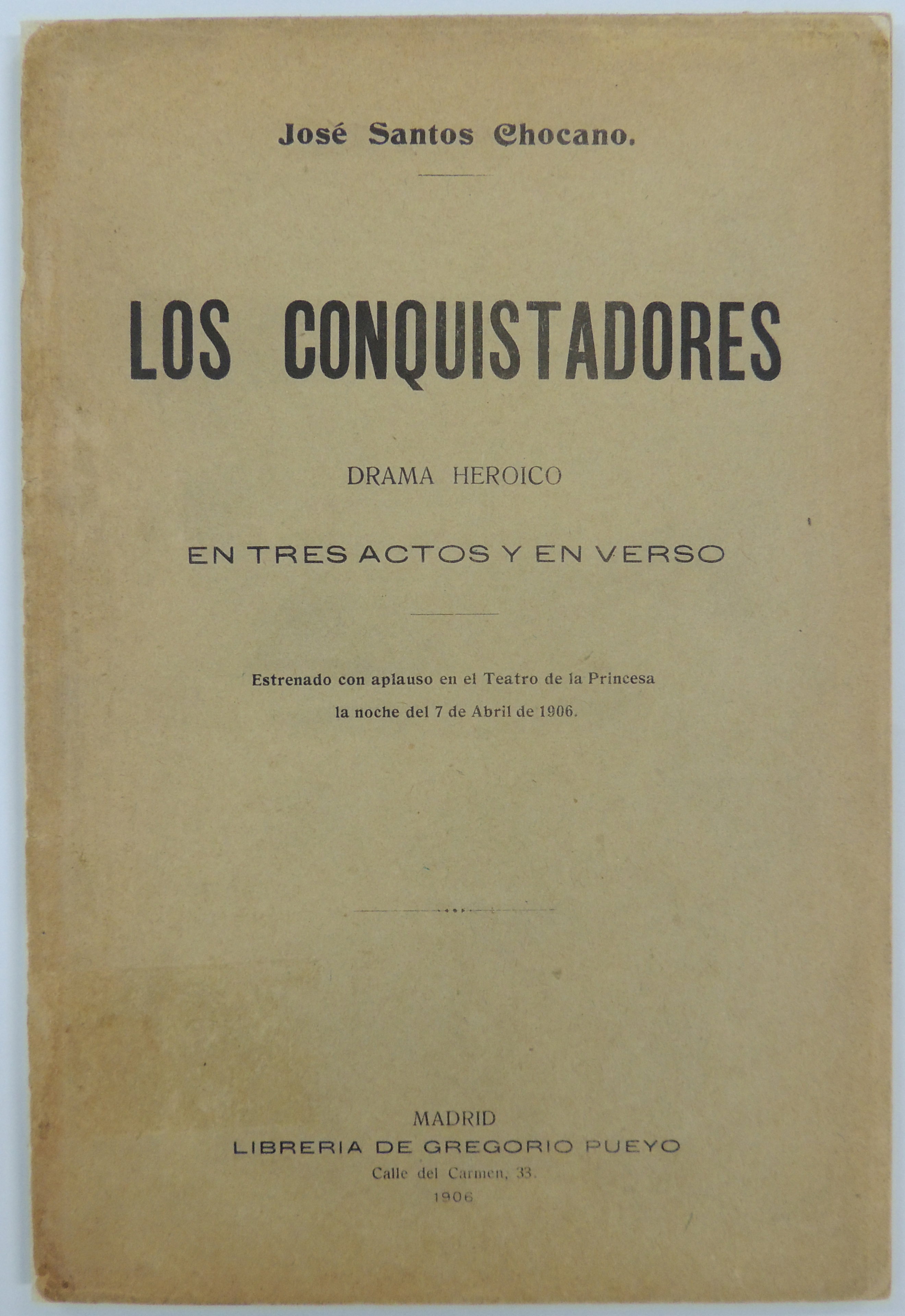
Drama heroico en tres actos y en verso. Estrenado con aplauso en el Teatro de la Princesa la noche del 7 de abril de 1906. La acción transcurre en el "Imperio del Sol", época de la Conquista.

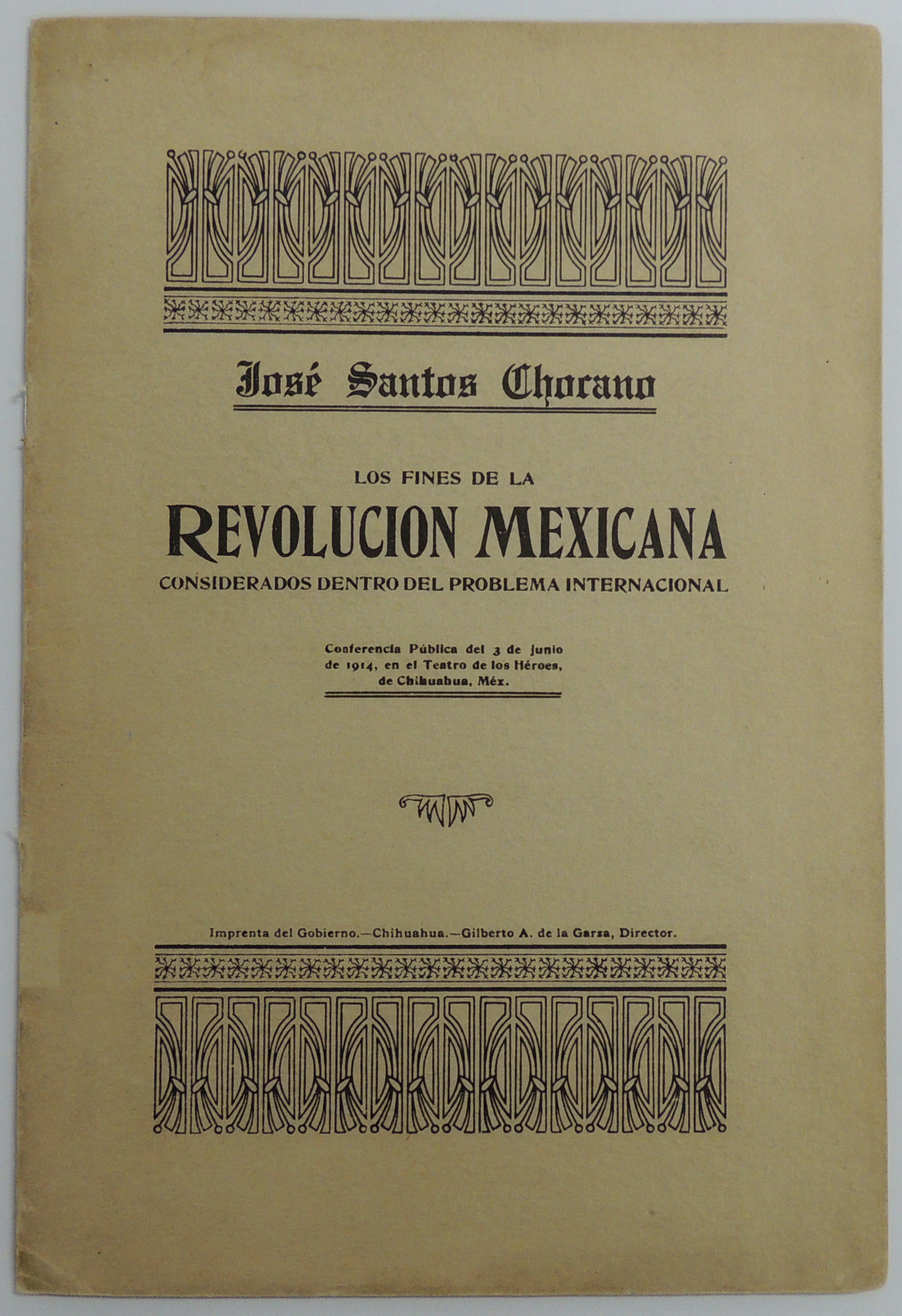
Los fines de la Revolución Mexicana considerados dentro del problema internacional. Conferencia pública del 3 de junio de 1914, en el Teatro de los Héroes, de Chihuahua, México. Imprenta del Gobierno.- Chihuahua.- Gilberto A. de la Garza, Director.

### Teatro
1. Sin nombre (1896)
2. El nuevo Hamlet (1899)
3. Vendimiario (1900)
4. Ingénito (1902)
5. El hombre sin mundo (1903)
6. Mundo rural y urbano
7. Los conquistadores (1906). Librería de Gregorio Pueyo (Madrid, Calle del Carmen, 33). (32 págs.)

### Prosa
1. Los fines de la Revolución Mexicana considerados dentro del problema internacional (1914)
2. Idearium tropical - Apuntes sobre las dictaduras organizadoras y la gran farsa democrática (1922).
3. La coronación de José Santos Chocano (Lima: Imprenta La Opinión Pública, 1924).
4. El libro de mi proceso, en tres volúmenes (1927-1928), escritas durante su prisión de 1925-1927 en torno al juicio que sufrió a consecuencia del asesinato de Edwin Elmore
5. El escándalo de Leticia ante las conferencias de Río de Janeiro (1933) folleto sobre el conflicto peruano-colombiano de 1932-1933.
6. El alma de Voltaire y otras prosas (1940), reflexiones literarias.
7. Memorias. Las mil y una aventuras (Santiago de Chile: Nascimento, 1940), recopilación de sus artículos de carácter autobiográfico, publicados en diversos diarios de América. Abarca solo hasta su llegada a España en 1905.

### Obras completas
- Obras completas (México, Aguilar, 1955), editado por Luis Alberto Sánchez.

Sánchez ha editado también la única y mejor biografía sobre Chocano: Aladino o vida y obra de José Santos Chocano (México, 1960; revisado en 1974). Asimismo, editó de manera densa y pulcra las Obras escogidas de Chocano (Lima, Occidental Petroleum Company, 1988).

## Influencia literaria
Chocano tuvo muchos detractores que menospreciaban sus poesías y las comparaban con la depurada obra del poeta peruano José María Eguren, calificándolo como un simple versificador. Sin embargo Eguren profesó una gran estima y admiración por el trabajo realizado por Chocano. Chocano influenció a dos poetas peruanos, Parra del Riego y Alberto Hidalgo, que durante sus carreras señalaban a Chocano como una fuente de inspiración a la que ellos trataban de emular a su propio modo.

La huella de Chocano en nuestra literatura—y en el idioma— duró más de lo que confiesan sus vergonzantes seguidores. Provocó su ocaso primeramente, la ambición chocanesca de decirlo todo y su impermeabilidad a toda interpretación; segundo, su vida, llena de altibajos, amoral y aventurera; tercero, su adhesión a dictadores y caudillos y su desdén al hombre común y, por tanto a la democracia; cuarto, su prurito de disponer de mucho dinero, para aventarlo sin jactancia ni regateo. Pero la presencia de Chocano es patente en toda la poesía del idioma desde 1900 hasta por lo menos 1920.
Luis Alberto Sánchez